# Terroristi (romanzo)
Terroristi (titolo originale Terroristerna) è un romanzo poliziesco scritto nel 1975 dalla coppia di autori svedesi Maj Sjöwall e Per Wahlöö. Il romanzo è il decimo e ultimo della serie, in cui indaga Martin Beck, il commissario della squadra omicidi di Stoccolma. Nel 1994 il romanzo è stato adattato in un film intitolato Stockholm Marathon e diretto da Peter Keglevic.

## Edizioni in italiano
- Maj Sjowall; Per Wahloo; Terroristi: romanzo su un crimine, traduzione di Renato Zatti, Sellerio, Palermo 2011